# Günter Paul

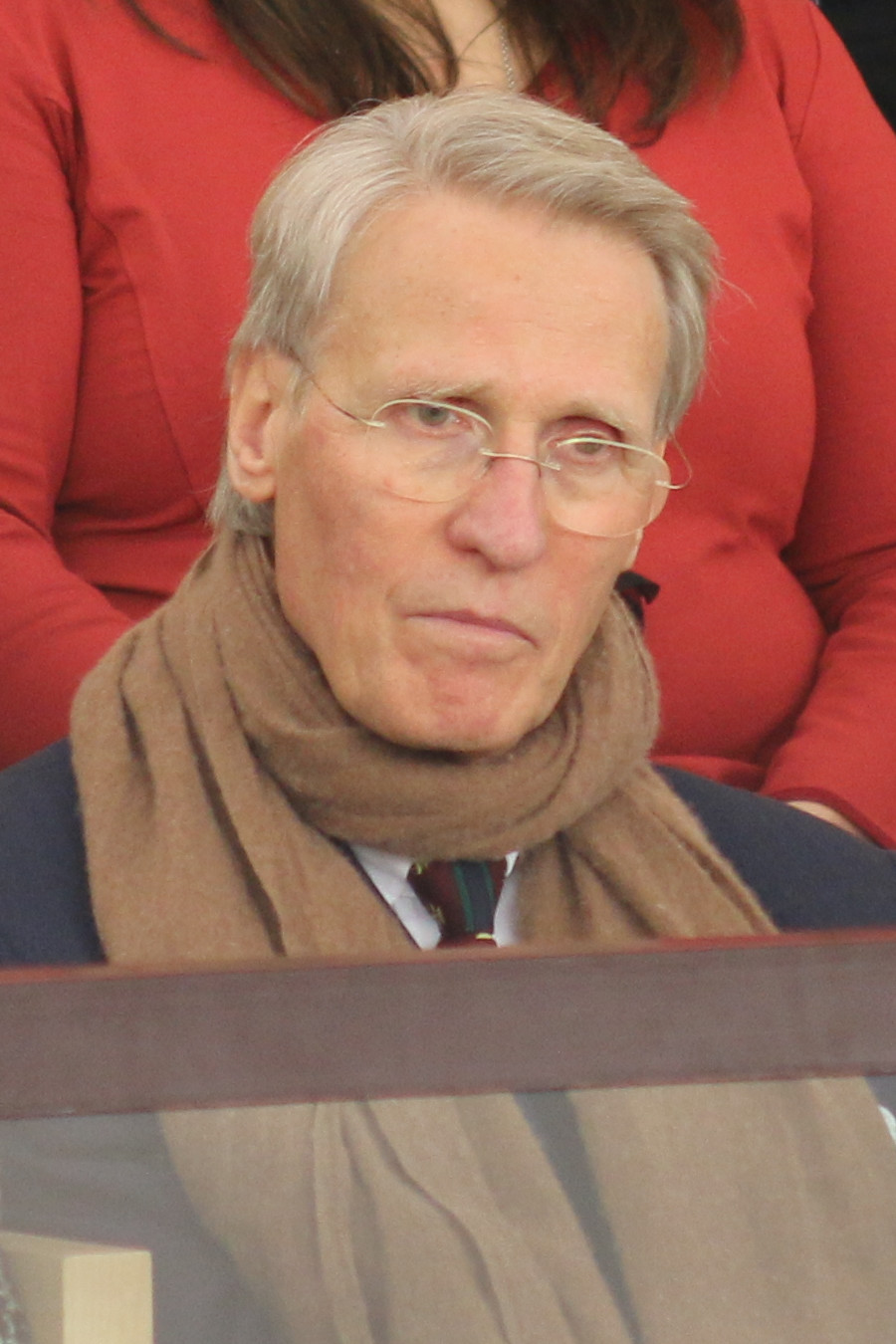
Günter Paul (2014)

Günter Paul (* 14. Februar 1941 in Frankfurt am Main) ist ein deutscher Rechtsanwalt in Frankfurt am Main. Er war langjähriger Präsident des Hessischen Staatsgerichtshofes.

## Leben
Günter Paul wuchs in Frankfurt auf. Er studierte an der Johann Wolfgang Goethe-Universität Frankfurt am Main Rechtswissenschaft. 1961 wurde Günter Paul im Corps Saxonia Leipzig recipiert. Er zeichnete sich einmal als Senior und viermal als Fuchsmajor aus. Als Inaktiver wechselte er an die Universität Hamburg. 1973 wurde er in Frankfurt zum Dr. iur. promoviert. Nach den Examen und dem Vorbereitungsdienst ließ er sich in Frankfurt als Rechtsanwalt nieder. Bis 2011 war er zugleich Notar. Politisch ist er seit 2011 in der CDU Hessen aktiv. Anfang der 1980er Jahre war er mit der „Bürgeraktion Freie Schulwahl“ gegen eine verbindliche Förderstufe in den Klassen 5 und 6 tätig. Nach der Landtagswahl in Hessen 1987 bot ihm Walter Wallmann ein Ministeramt an. Dieses lehnte Günter Paul jedoch ab.
Seit 1995 ist er nichtrichterliches Mitglied des Staatsgerichtshofs des Landes Hessen. Seit dem Jahr 2003 war er, mit einer Unterbrechung, dessen Präsident. Bei seiner letzten Wiederwahl im Oktober 2014 enthielten sich gegen die Tradition SPD und FDP, die Linke stimmte gegen ihn. Im Dezember 2016 legte er sein Amt als Präsident des hessischen Staatsgerichtshofs nieder. Sein Nachfolger wurde Roman Poseck. Er ist Geschäftsführer des Convents Deutscher Akademikerverbände (CDA).
Als Liebhaber von Pferderennen engagiert sich Paul als Funktionär im Pferdesport. Als Präsident des Union-Klubs von 1995 bis 1998 leitete er die Galopprennbahn Hoppegarten bei Berlin. Danach übernahm er als Präsident des Frankfurter Rennklubs die Leitung der Galopprennbahn Frankfurt. Die Insolvenz des wirtschaftlich angeschlagenen Vereins 2008 konnte er nicht mehr abwenden. Darüber hinaus war er viele Jahrzehnte Vorsitzender der Mehl-Mülhens-Stiftung, der Betreiberin des Gestüts Röttgen in Köln-Heumar, dieses Amt übernahm anschließend seine Tochter, Sandra Paul.

## Ehrungen
- 1988 das Verdienstorden der Bundesrepublik Deutschland, Bundesverdienstkreuz am Bande (1998)
- Bundesverdienstkreuz 1. Klasse (1999)
- Hessischer Verdienstorden (März 2017)[15].